# Гороховка (Могилёвская область)
Горо́ховка (бел. Гарохаўка) — деревня в составе Горбацевичского сельсовета Бобруйского района Могилёвской области Республики Беларусь.

## История
До 20 ноября 2013 года входила в состав Гороховского сельсовета.

## Население
- 1999 год — 513 человека
- 2010 год — 317 человек

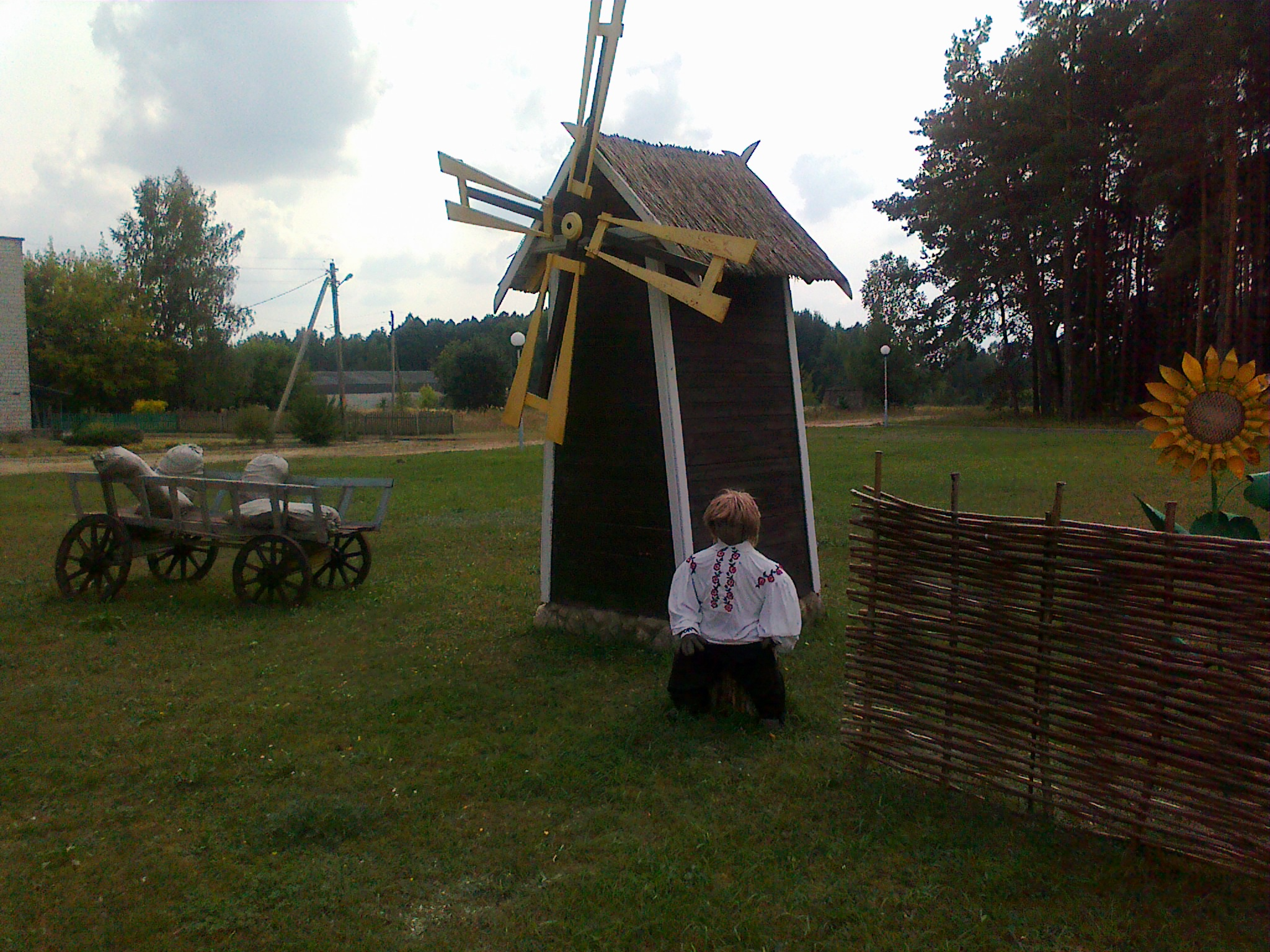
Деревня Гороховка
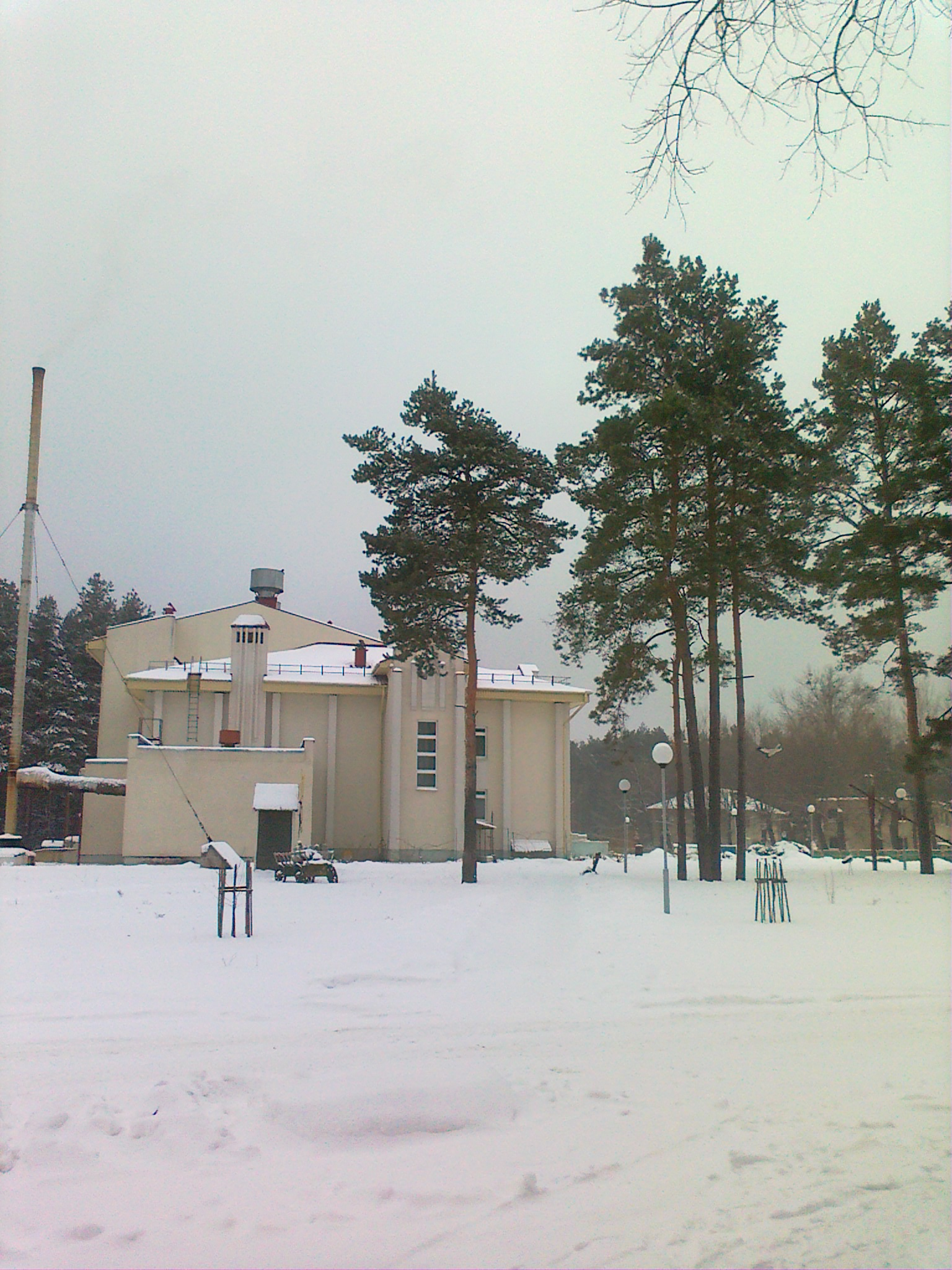
Сельский дом культуры в д. Гороховка
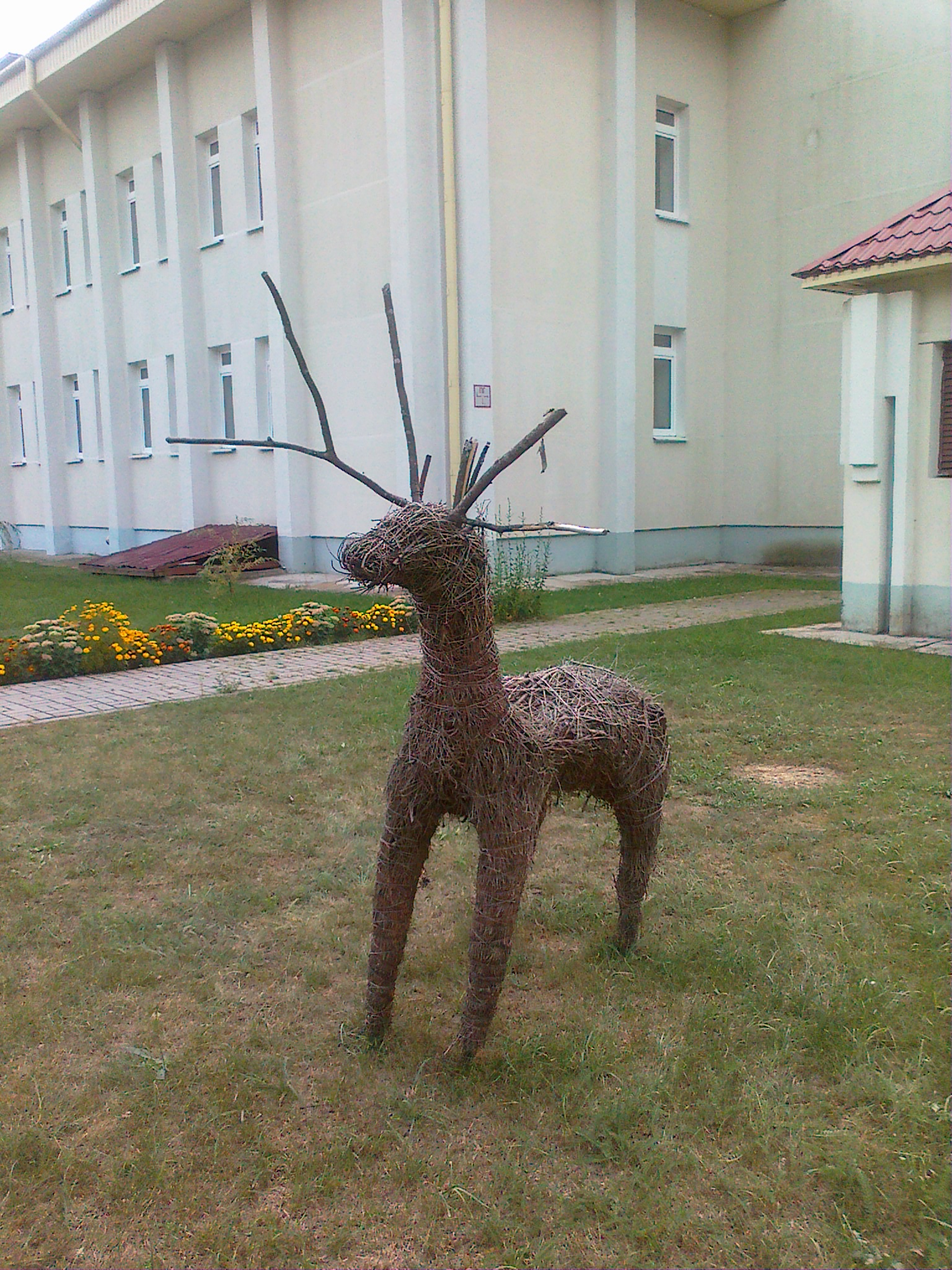
Гороховка, СДК